# 臺灣突角長蝽
臺灣突角長蝽（学名：Oncopeltus quadriguttatus）为長蝽科突角長蝽屬下的一个种。